# Im więcej
Im więcej – siódmy singel polskiego rapera Sitka promujący album zatytułowany Wielkie Sny. Wydawnictwo, w formie digital download, ukazało się 25 listopada 2016 roku, zostało wydane własnym sumptem. Gościnnie w utworze wystąpili raperzy Paluch oraz Białas.
Utwór wyprodukowany przez Deemz został zarejestrowany we wrocławskim Dobre Ucho Studio we współpracy z realizatorem Mateuszem „Grrracz” Wędrowskim. Kompozycja była promowana teledyskiem, które wyreżyserowało studio OG.